# ТЕС Biopav
21°13′9″ пд. ш. 50°12′22″ зх. д. / 21.21917° пд. ш. 50.20611° зх. д.
ТЕС Biopav — теплова електростанція у бразильському штаті Сан-Паулу в місті Брежу-Алегрі, якою доповнили комплекс заводу з виробництва цукру та етанолу (після викупу індійською групою Shree Renuka Sugars був перейменований на Usina Revati).
Введений в експлуатацію у 2012 – 2013 роках генеруючий комплекс складається із розміщених поруч двох частин:
- ТЕС Chapadão, яка має дві парові турбіни загальною потужністю 92 МВт – одну із протитиском потужністю 48 МВт та конденсаційну з показником 44 МВт;
- ТЕС Biopav II, яка має дві парові турбіни загальною потужністю 65 МВт – одну із протитиском потужністю 40 МВт та конденсаційну з показником 25 МВт.
Особливістю станції є те, що вона спалює багасу – жом цукрової тростини.
Видача продукції відбувається по ЛЕП, розрахованій на роботу під напругою 138 кВ.